# Wieża widokowa na Czarnej Górze
Wieża widokowa na Czarnej Górze – wieża istniejąca w latach 2001 - 2021 na Czarnej Górze.
Wieża znajdowała się na Czarnej Górze, szczycie 1205 m n.p.m. w ramieniu Żmijowca w Masywie Śnieżnika, którego przedłużeniem jest pasmo Krowiarek (sama Czarna Góra do nich jednak nie należy – granicą między tymi pasmami jest Przełęcz Puchaczówka, położona ok. 1,5 km na północ od szczytu i blisko 350 m poniżej niego).
Ze względu na słaby stan techniczny w ciągu ostatnich kilku lat wieża była zamknięta dla zwiedzających.  
Latem 2021r. wieża została rozebrana. O jej istnieniu świadczą tylko fundamenty. 

## Historia
Drewniana wieża widokowa o wysokości 14 m wybudowana została w 2001 r. przy okazji budowy ośrodka narciarskiego.